# Гёртон-колледж (Кембридж)
Гёртон-колледж (англ. Girton College) — один из 31 колледжей Кембриджского университета в Великобритании. Основанный Эмили Девис и Барбарой Бодишон в 1869 году в Хитчине как первый женский колледж при Кембридже; официальный статус колледжа Кембриджского университета получил в 1948 году. В 1976 году принял студентов-мужчин, став первым колледжем Кембриджа с совместным обучением мужчин и женщин.
Колледж находится на окраине деревушки Гёртон в 4 километрах к северо западу от центра Кембриджа и располагается на территории размером в 13 гектар. Стены колледжа построены из красного кирпича, архитектором Альфредом Уотерхаусом в 1872-1887 годах. В колледже имеются крытый бассейн, библиотека и капелла с двумя органами.
Колледж известен тем, что принимает большое количество учащихся с государственных школ Великобритании, своим чувством общности и музыкальными талантами.

## История

### С 1869 по 1976: Продвижение женского образования
Раннее феминистское движение начало выступать за улучшение женского образования в 1860-х годах: Эмили Дэвис и Барбара Бодишон познакомились благодаря своей деятельности в обществе по трудоустройству женщин и журнале «Englishwoman’s Review». Они хотели чтобы женщины так же могли поступать и учиться в университете. В частности, они хотели чтобы, девушки могли быть приняты в Оксфорд или Кембридж для сдачи экзаменов. Дэвис и Бодишон создали комитет с этой целью в 1862 году. В 1865 году с помощью Генри Томкинсона, выпускника Тринити-колледжа и владельца страховой компании с хорошими связями в университете, 91 студентка сдала экзамены в Кембридже. Эта первая уступка образовательным правам женщин встретила относительно небольшое сопротивление, поскольку допуск к экзаменам не подразумевал проживания женщин на территории университета.
В то время студенты могли выбирать между обычным дипломом, представлявшим «беспорядочную коллекцию фрагментированных знаний», и дипломом с отличием, что в то время означало экзамены Трайпос по математике, классике или естественным и моральным наукам. Диплом с отличием считалась более сложным, чем проходной диплом. В 1869 году Генри Сиджвик помог ввести экзамены для женщин, которые были рассчитаны на среднюю сложность. Этому сильно противостояла Эмили Дейвис, настаивая на возможности сдачи Трайпос.
Колледж был учрежден 16 октября 1869 года под названием Колледж для женщин в доме Бенслоу в Хитчине, Хартфордшире, находясь на удобном расстоянии от Кембриджа и Лондона. Это было сделано с целью избежать рисков и контроверсий, связанных с размещением колледжа в самом Кембридже. Колледж стал одним из первых женских резиденциальных колледжей в Англии.
В 1871 году благодаря собранным средствам удалось приобрести землю в Гертоне, недалеко от Кембриджа. В 1872 году было приобретено 16 акров земли на нынешнем месте. Колледж был переименован в Колледж Гертон и открыт в новом месте в октябре 1873 года. Здания обошлись в 12 000 фунтов стерлингов, и состояли из одного блока, занимавшего восточную половину Старого Крыла. В тот момент в колледж было зачислено 13 студенток.
В 1876 году было завершено Старое Крыло, и был построен Лабораторный корпус колледжа, а также половина Больничного Крыла. В следующем году Кэролайн Крум Робертсон присоединилась к руководству в качестве секретаря для облегчения выполнения задач Эмили Дейвис. В 1884 году было завершено Больничное Крыло, Крыло Орчард, Библиотека Стэнли и Старые Кухни. На тот момент в Гертоне училось 80 студенток. К 1902 году были завершены Тауэр Крыло, Чапел Крыло и Вудлэндс Крыло, а также часовня и зал, что позволило колледжу принимать 180 студенток.

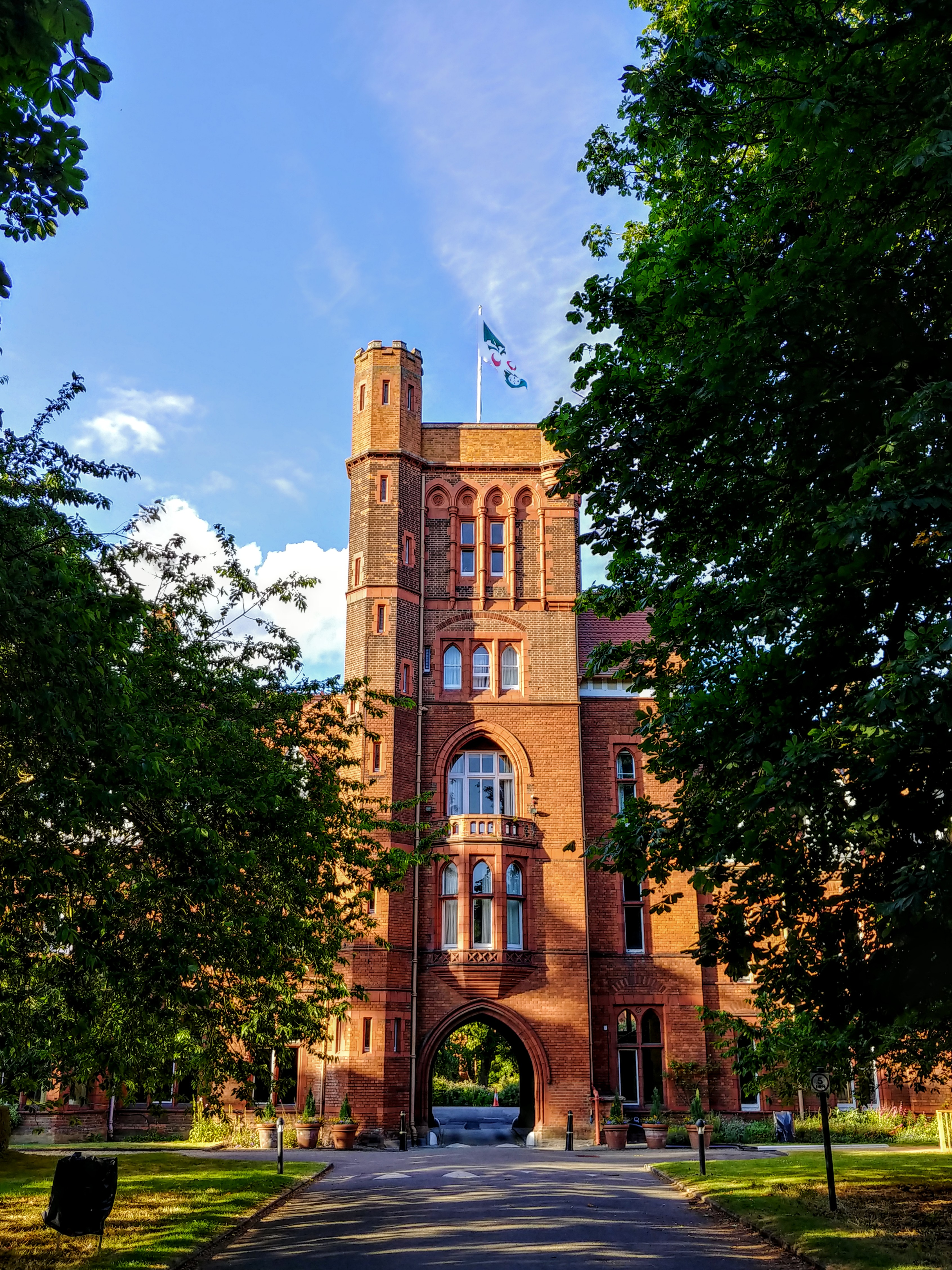
Главные врата в Гёртон колледж

В 1921 году был сформирован комитет для разработки устава для колледжа. К лету 1923 года комитет выполнил задание, и 21 августа 1924 года король предоставил устав «Мистресс и Управляющим Гертонского Колледжа» как юридическому лицу. В это время Гертон официально еще не был колледжем, и его члены не являлись частью Университета. Гертон и Ньюнхем были классифицированы как «признанные учреждения для высшего образования женщин», а не как колледжи университета. 27 апреля 1948 года женщинам было разрешено полноправное членство в Университете Кембриджа, и Гертонскому Колледжу был присвоен статус колледжа университета.

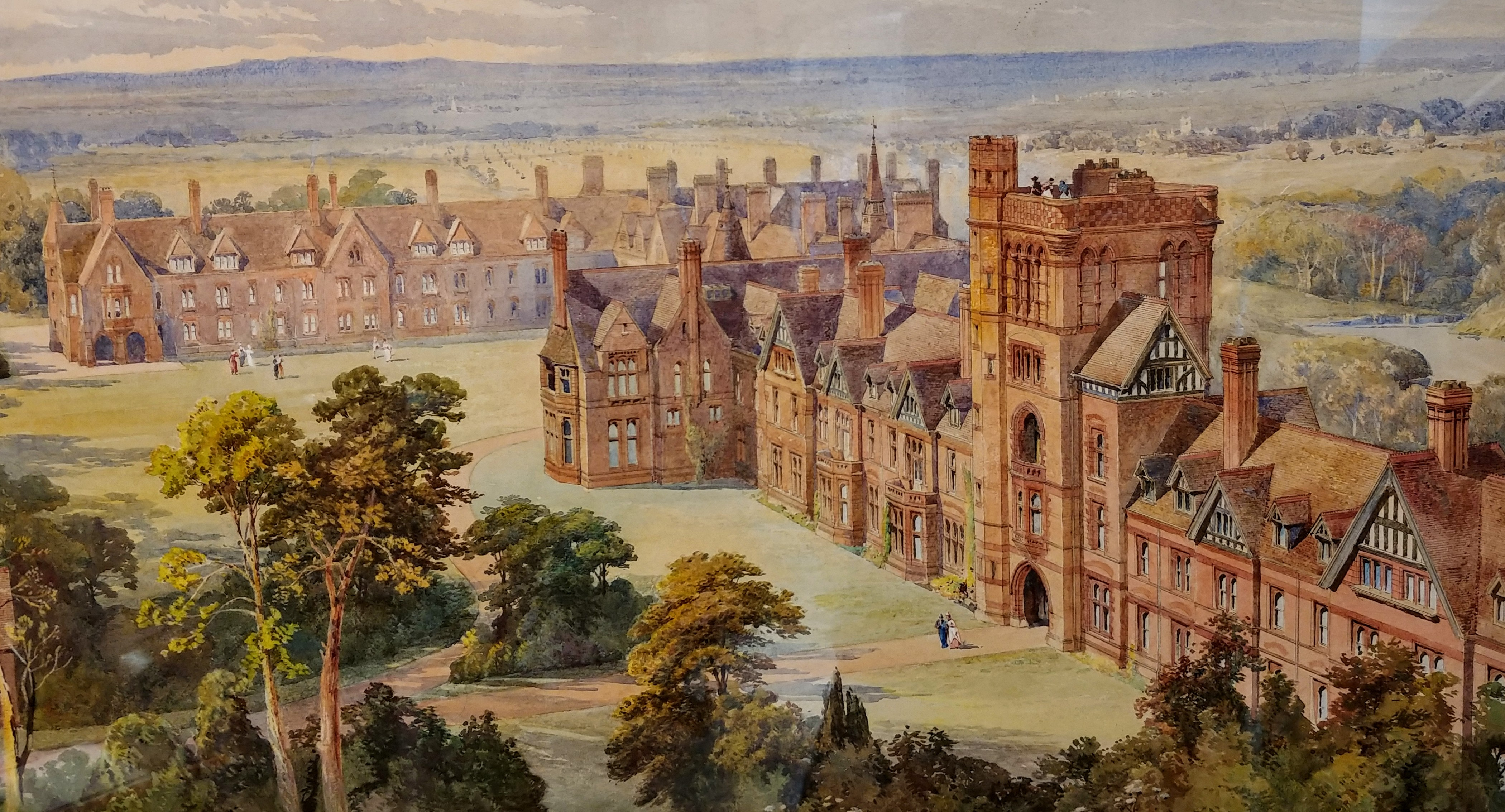
Акварель Альфреда Уотерхауса, архитектора Гёртона

## Территория
Изначальные и определяющие части колледжа были разработаны Альфредом Уотерхаузом: архитектор построил основной комплекс с Старым Крылом, Больничным Крылом, Орчард Крылом, Библиотекой Стэнли и Старыми Кухнями между 1873 и 1886 годами, а также башню с бруствером в 1886 и 1887 годах. Красно-кирпичный дизайн (English bond) является характерным для викторианской архитектуры и дополняется черными строительными линиями и деталями из терракоты у карнизов, окон и дверных проемов. Крыши имеют крутой наклон с гребенчатыми черепицами.